# 金帆音乐厅

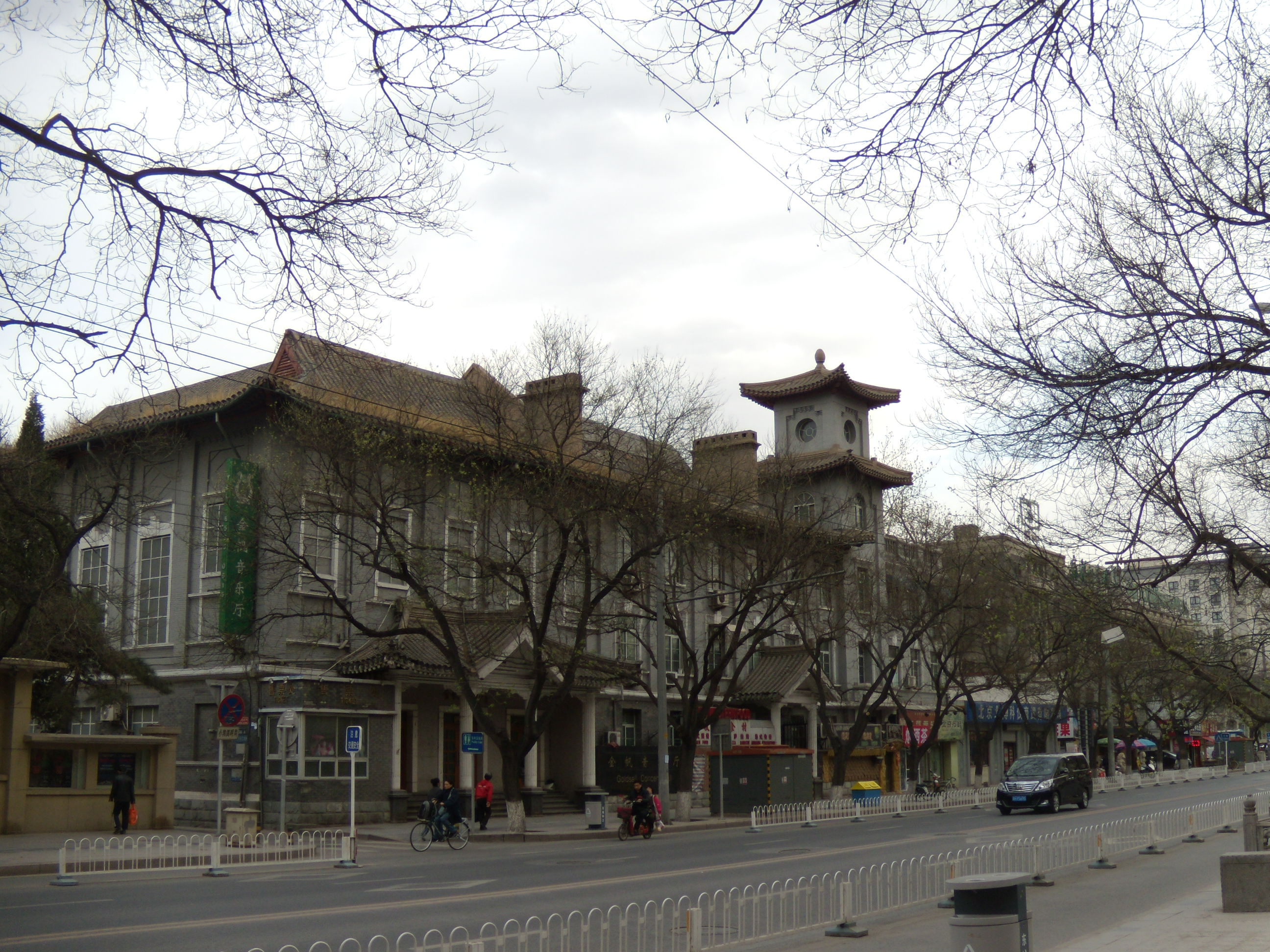
原八面槽救世军中央堂。现为金帆音乐厅。

金帆音乐厅位于中国北京市东城区王府井大街24号。

## 简介
金帆音乐厅的所在建筑原为八面槽救世军中央堂。1997年，金帆音乐厅落成。1998年4月，正式对外开放。金帆音乐厅是北京市首座教育音乐厅及适于室内乐队演出的音乐厅。 金帆音乐厅设置了高级软座位450个，分为池座和楼座两层。该音乐厅是中小型音乐演出的专用音乐厅。